# Elof Frändberg
Artur Elof Frändberg, född 24 augusti 1907 i Göteborg, död 23 oktober 1972, var en svensk väg- och vattenbyggnadsingenjör.
Frändberg, som var son till byggmästare Joel Frändberg och Anna Johansson, avlade studentexamen 1927 och utexaminerades från Chalmers tekniska institut 1931. Han blev biträdande ingenjör vid Göteborgs hamnstyrelse 1931, ingenjör vid byggnadsfirman Dan Frändberg 1932 och var innehavare av Elof Frändberg konsulterande ingenjörsfirma 1936–1940. Han var assistent vid Chalmers tekniska institut 1934, assistent och speciallärare i olika ämnen vid nämnda lärosäte 1935–1947, tillförordnad professor i mekanik där 1936–1937, 1940, 1941 och 1943–1944, docent i byggnadsstatik och hållfasthetslära 1942, timlärare på tekniska gymnasiet i Göteborg 1937, lektor i byggnadsteknisk hållfasthetslära och projektionslära där från 1947. Han var ordförande för Folkpartiet i Göteborg 1951–1954, ledamot av stadsfullmäktige 1951–1956, ledamot av fastighetsnämnden 1951–1956, vice ordförande i gas- och elverksstyrelsen från 1951, stiftelsen Familjebostäder 1955–1959 och från 1963 (ledamot från 1951). Han utförde bland annat konstruktionerna till Ströms hus och Smyrnakyrkan i Göteborg och skrev Betongproportionering och betongekonomi (1943). Han tilldelades John Ericssonmedaljen.